# Pyhäjärvi, Birkaland
Pyhäjärvi är en sjö i kommunerna Vesilax, Tammerfors, Lembois, Nokia och Birkala i landskapet Birkaland i Finland. Sjön ligger 77,2 meter över havet. Den är 50,16 meter djup. Arean är 121,61 kvadratkilometer och strandlinjen är 450,27 kilometer lång. Sjön  ingår i Kumo älvs huvudavrinningsområde.   Pyhäjärvi sträcker sig söderut från Tammerfors. Tammerfors ström mynnar i sjön, som avvattnas genom Kumo älv.